# Иван Шкойнов
Иван Рачев Шкойнов е български офицер (генерал-майор).

## Биография
Иван Шкойнов е роден на 10 март (22 март нов стил) 1874 г. в Габрово. Учи в Априловската гимназия. През 1895 г. завършва Военното училище в София и е произведен в чин подпоручик. Служи в артилерийския полк в Шумен. През 1899 г. е произведен в чин поручик, след което през 1904 завършва Генералщабната академия в Санкт-Перербург и същата година е произведен в чин капитан. Известно време е преподавател по тактика във Военното училище в София. През 1909 г. е произведен в чин майор. След това служи в Генералщабното ведомство. Назначен е за началник-щаб на 2-ра бригада на 7-а пехотна рилска дивизия, след което е старши адютант в 9-а пехотна плевенска дивизия, командир на дружина в 17-и пехотен доростолски на Н.Имп. В. Великия Княз Владимир полк и помощник началник на секция в Щаба на армията.

### Балкански войни (1912 – 1913)
През Балканската война (1912 – 1913) е началник на разузнавателна секция в щаба на 2-ра армия, участва в боевете при Одрин. През Междусъюзническата война (1913) е началник-щаб на 11-а пехотна сборна дивизия.
През 1913 – 1914 е началник на секция в Щаба на армията.

### Първа световна война (1915 – 1918)
През Първата световна война (1915 – 1918) е началник-щаб на 4-a пехотна преславска дивизия (1915 – 1916), командир на 26-и пехотен пернишки полк (1916) и началник на оперативен отдел в щаба на Първа армия (1917).
След войната, през 1919 г. преминава в запаса. През 1923 година основава най-масовата ранна фашистка организация в България Съюз „Българска родна защита“. От 1936 г. Иван Шкойнов е председател на настоятелството на Дружеството на запасните офицери.
Генерал-майор Иван Шкойнов умира съвсем нелепо при трамвайна злополука на 11 март 1941 г. в София, точно 10 дни след присъединяването на България към Тристранния пакт, чрез който страната ни се включва във Втората световна война.

## Военни звания
- Подпоручик (1895)
- Поручик (1899)
- Капитан (1904)
- Майор (18 май 1909)
- Подполковник (18 май 1913)
- Полковник (14 август 1916)
- Генерал-майор (14 юли 1919)

## Награди
- Военен орден „За храброст“ IV степен, 1-ви и 2-ри клас
- Княжески орден „Св. Александър“ IV степен с мечове по средата
- Орден „За заслуга“ на обикновена лента